# Persona 2: Eternal Punishment
Persona 2: Eternal Punishment (яп. ペルソナ２ 罰) — японская ролевая игра, разработанная и изданная японской компанией Atlus для PlayStation в 2000 году. Является хронологически третьей игрой в серии Persona — ответвлении от серии Megami Tensei — и прямым продолжением Persona 2: Innocent Sin. В 2012 году только в Японии было выпущено переиздание игры для портативной консоли PlayStation Portable; в 2013 году была выпущена версия для PlayStation Network.
Действие Eternal Punishment происходит в вымышленном японском городе Сумару спустя несколько месяцев после событий Innocent Sin. Главная героиня игры, журналистка Майя Амано, проводит расследование городской легенды о серийном убийце, известном как Джокер, и сталкивается с претворением в жизнь других слухов и городских легенд. Майя и её друзья получают способность вызывать «Персон» — могущественных духов, являющихся воплощениями их собственных личностей. Игра включает в себя пошаговые сражения, в которых управляемые игроком персонажи с помощью Персон сражаются с различными демонами и персонажами фольклора, и усовершенствованную систему слухов, позволяющую игроку распространять по городу различные слухи и тем самым менять состояние мира в свою пользу.
Во время работы над Innocent Sin сценарист Тадаси Сатоми посчитал, что игре нужен альтернативный взгляд на приключения героев — с точки зрения второстепенных персонажей; таким образом, игра создавалась сразу с заделом на продолжение, и будущие герои Eternal Punishment появлялись в ней в небольших ролях. Разработка Eternal Punishment началась сразу же после окончания работ над Innocent Sin; хотя игра и использовала большое количество ресурсов из предыдущей части, Eternal Punishment были улучшены геймплей и система слухов. Игра получила в целом положительные отзывы в Японии и в западных странах; рецензенты высоко оценили улучшения по сравнению с Innocent Sin, сюжет, игровые механики и улучшенную локализацию по сравнению с оригинальной Revelations: Persona.

## Сюжет
Майе Амано, репортёру подросткового журнала «Coolest», поручено задание — расследовать и собрать материал о неком серийном маньяке, именующегося как Джокер. Героиня и её подруга — Улала Сэридзава прибывают в местную школу Seven Sisters High Shcool, где начинают собирать материал. Вскоре они встречают следователя Кацуя Суо, где у них «из-под носа» убивают директора школы. Выйдя тут же на след преступника, они застают его врасплох, но ему удаётся сбежать, воспользовавшись призывом демонов. Герои остаются ни с чем, но выясняют, что за всеми убийствами стоит не один человек, а организованная оккультная секта — New World Order.

## Разработка
Концепция Persona 2: Eternal Punishment появилась во время написания сценария к Persona 2: Innocent Sin. На полпути, написав сценарий последнего, Тадаси Сатоми почувствовал, что ему нужна альтернативная точка зрения, по сравнению с точкой зрения главного героя. Эта концепция легла в основу сюжета игры. Чтобы намекнуть на это, разработчики показала главных героев из Eternal Punishment в роли второстепенных в Innocent Sin. Разработка пошла полным ходом после выхода Innocent Sin. В обеих играх используется один и тот же игровой движок и структура. Кодзи Окада вернулся к роли продюсера. При разработке команда взяла то, чему они научились при разработке Innocent Sin, и использовали это для улучшения игрового процесса и системы слухов.
Главной завязкой игры, как и в случае Revelations: Persona и Innocent Sin, стало исследование человеческой психики и главных героев, раскрывающих свою истинную сущность. Если Innocent Sin акцентировалась на главных героях как на подростках, то Eternal Punishment смотрит на главных героев как на взрослых: люди осознают свою истинную сущность, когда становятся взрослыми и сталкиваются с реальностью. Концепцией, перенесённой из предыдущей игры, стала «сила Котодамы» — японская вера в то, что слова могут влиять на физический и духовный мир, причём эта сила проявляется во время распространения слухов.　
Главные персонажи были нарисованы Кадзумой Канэко, а второстепенные персонажи — Сигэнори Соэдзима. При разработке костюмов, Канэко старался сделать образ нормальных взрослых, но при этом пытался изобразить героизм героев. В конце концов, он придумал, чтобы персонажи выглядели нормально, но у них было «другое чувство» от других людей. Одним из персонажей, которые помогли развить этот стиль, стала Улала. Джокер из Innocent Sin вернули в Eternal Punishment: действия нового Джокера становились всё более убийственными, создавая контраст между двумя воплощениями.

## Отзывы и продажи
| Сводный рейтинг    | Сводный рейтинг           |
| Агрегатор          | Оценка                    |
| ------------------ | ------------------------- |
| GameRankings       | 83,83 %                   |
| Metacritic         | PS1: 83/100 (11 рецензий) |
| Иноязычные издания |                           |
| Издание            | Оценка                    |
| Famitsu            | 32/40 (PS1) 31/40 (PSP)   |
| Game Informer      | 8/10 (PS1)                |
| GamePro            | [ 6 ]                     |
| GameSpot           | 8,5/10 (PS1)              |
| IGN                | 8,2/10 (PS1)              |
| PSX Nation         | 89 % (PS1)                |
| RPGFan             | 89 % (PS1)                |

В течение первой недели после выхода в Японии, Eternal Punishment достигла вершины японских чартов продаж, продавшись количеством в 106 563 экземпляра. На следующей неделе игра всё ещё входила в топ-5 лидеров продаж, продавшись количеством в ещё 16 333 копии и доведя продажи до 122 896 экземпляров. К концу года она заняла 60-е место в списке самых продаваемых игр года в Японии, а окончательные продажи составили 200 103 единицы.. Ремейк на PSP дебютировал на 3 месте в японских чартах продаж, продавшись количеством в 24 547 экземпляров. На следующей неделе было продано ещё 4885 копии, но в чартах она упала до 20 места. К октябрю 2012 года, как указано в отчёте компании Index Corporation, было продано 60 000 копии игры, что значительно уступает другим играм Atlus, таким как Etrian Odyssey IV: Legends of the Titan для Nintendo 3DS и Persona 4 Golden для PlayStation Vita.
Журнал Famitsu высоко оценил улучшения, внесённые в игровой процесс по сравнению с Innocent Sin, назвав этот опыт «захватывающим» и отметив историю в целом приятной. Один недостаток состоял в том, что игра не сильно отличалась от своей предшественницы. Более поздняя рецензия журнала на ремейк также была довольно положительной: атмосфера была мрачной, а сражения — занимательными, утверждая, что рецензенты высоко оценили возможность сыграть обе части Persona 2 на PSP . Дэвид Смит из IGN, отмечал более медленный темп игры, чем у других современных, на то момент, ролевых игр. Ему понравились зрелые темы сюжета и системы слухов и Персон. Подводя итог, он сказал: «Её уникальный визуальный стиль, её необычные персонажи и захватывающие игровые системы делают игру способную убить много часов этой зимой».
Кен Чу из RPGFan, несмотря на то, что ему не нравилась камера и графика, увидел персонажей «достаточно сильными» и в целом похвалил игровой процесс. Джефф Герстман из GameSpot в целом разделил своё мнение с остальными рецензентами, несмотря на то, что некоторые аспекты игрового процесса были потенциально несбалансированными, а графика непривлекательной, сказал, что «если [игрокам] удастся преодолеть эти недостатки, вы найдёте RPG, которая осмелится измениться, но не ради интересной истории и захватывающего геймплея». Общая точка зрения похвалы заключатся в улучшении локализации по сравнению с Revelations: Persona, хотя мнения по поводу озвучки были разными, и упоминались различные ошибки в грамматике.